# Leptotarsus lunatus
Leptotarsus lunatus är en tvåvingeart. Leptotarsus lunatus ingår i släktet Leptotarsus och familjen storharkrankar.

## Underarter
Arten delas in i följande underarter:
- L. l. fuscolateratus
- L. l. lunatus